# Anastasia Le-Roy
Anastasia Le-Roy (Manchester, 11 settembre 1987) è una velocista giamaicana.

## Palmarès
| Anno | Manifestazione          | Sede           | Evento      | Risultato  | Prestazione | Note                                     |
| ---- | ----------------------- | -------------- | ----------- | ---------- | ----------- | ---------------------------------------- |
| 2006 | Mondiali juniores       | Pechino        | 200 m piani | 4ª         | 23"88       |                                          |
| 2006 | Mondiali juniores       | Pechino        | 4×100 m     | Bronzo     | 44"22       |                                          |
| 2007 | Giochi panamericani     | Rio de Janeiro | 4×400 m     | 4ª         | 3'28"74     |                                          |
| 2007 | Mondiali                | Osaka          | 4×400 m     | Argento    | 3'26"14     |                                          |
| 2009 | Campionati CAC          | L'Avana        | 400 m piani | Batteria   | 55"85       |                                          |
| 2009 | Campionati CAC          | L'Avana        | 4×100 m     | 4ª         | 43"98       |                                          |
| 2009 | Campionati CAC          | L'Avana        | 4×400 m     | Argento    | 3'34"02     |                                          |
| 2010 | Giochi CAC              | Mayagüez       | 400 m piani | Batteria   | dnf         |                                          |
| 2010 | Giochi CAC              | Mayagüez       | 4×100 m     | Argento    | 44"27       |                                          |
| 2011 | Campionati CAC          | Mayagüez       | 200 m piani | Bronzo     | 23"13       |                                          |
| 2011 | Campionati CAC          | Mayagüez       | 4×100 m     | Argento    | 43"63       |                                          |
| 2011 | Universiadi             | Shenzhen       | 200 m piani | 5ª         | 23"32       |                                          |
| 2011 | Universiadi             | Shenzhen       | 4×100 m     | Bronzo     | 43"57       |                                          |
| 2011 | Giochi panamericani     | Guadalajara    | 200 m piani | Semifinale | 23"68       |                                          |
| 2011 | Giochi panamericani     | Guadalajara    | 4×100 m     | Finale     | dnf         |                                          |
| 2013 | Universiadi             | Kazan'         | 400 m piani | Bronzo     | 51"72       |                                          |
| 2013 | Mondiali                | Mosca          | 4×400 m     | Batteria   | dq          |                                          |
| 2014 | World Relays            | Nassau         | 4×400 m     | Argento    | 3'23"26     |                                          |
| 2014 | Giochi del Commonwealth | Glasgow        | 4×400 m     | Oro        | 3'23"82     | Record dei Giochi                        |
| 2015 | World Relays            | Nassau         | 4×400 m     | Argento    | 3'22"49     |                                          |
| 2015 | Giochi panamericani     | Toronto        | 400 m piani | 5ª         | 52"05       |                                          |
| 2015 | Giochi panamericani     | Toronto        | 4×400 m     | Argento    | 3'27"27     |                                          |
| 2015 | Mondiali                | Pechino        | 4×400 m     | Oro        | 3'19"13     | Miglior prestazione mondiale stagionale  |
| 2017 | World Relays            | Nassau         | 4×200 m     | Oro        | 1'29"04     | Record dei Giochi                        |
| 2017 | Mondiali                | Londra         | 4×400 m     | Finale     | dnf         |                                          |
| 2018 | Mondiali indoor         | Birmingham     | 4×400 m     | Finale     | dq          |                                          |
| 2018 | Giochi del Commonwealth | Gold Coast     | 400 m piani | Argento    | 50"57       | Miglior prestazione personale            |
| 2018 | Giochi del Commonwealth | Gold Coast     | 4×400 m     | Oro        | 3'24"00     |                                          |
| 2018 | Campionati NACAC        | Toronto        | 4×400 m     | Argento    | 3'27"25     |                                          |
| 2019 | World Relays            | Yokohama       | 4×400 m     | 5ª         | 3'28"30     |                                          |
| 2019 | Giochi panamericani     | Lima           | 400 m piani | Batteria   | 54"18       |                                          |
| 2019 | Mondiali                | Doha           | 400 m piani | Batteria   | 52"26       |                                          |
| 2019 | Mondiali                | Doha           | 4×400 m     | Bronzo     | 3'22"37     | Miglior prestazione personale stagionale |